# Chascanopsetta crumenalis
Chascanopsetta crumenalis es una especie de pez de la familia Bothidae en el orden de los Pleuronectiformes.

## Hábitat
Es un pez de mar, Se encuentra entre 443 y 640 m de profundidad.

## Distribución geográfica
Se encuentra en las  costas de Hawaii.